# Edward Augustus Freeman
Edward Augustus Freeman (Harborne, 2 de agosto de 1823–Alicante, 16 de marzo de 1892) fue un historiador inglés, artista arquitectónico y político liberal de finales del siglo XIX, durante el apogeo del primer ministro del Reino Unido William Gladstone, además de candidato en una ocasión al parlamento. Ocupó el cargo de profesor regio de historia moderna en Oxford, donde fue tutor del arqueólogo Arthur Evans, junto al cual sería activista en los Balcanes durante el levantamiento de Bosnia y Herzegovina (1874–1878) contra el imperio Otomano. Después del matrimonio de su hija Margaret con Evans, ambos colaboraron en la redacción del cuarto volumen de su Historia de Sicilia. Fue un escritor prolífico, autor de 239 trabajos distintos, entre los que sobresale su obra maestra, Historia de la conquista normanda de Inglaterra, publicada en seis volúmenes entre 1867 y 1879. Tanto Edward como su hija Margaret murieron antes de que Evans comprara el terreno en el que luego desenterró el palacio de Cnosos. 